# جرج فوربز (بازیکن فوتبال، زاده ۱۹۱۴)
جرج فوربز (انگلیسی: George Forbes; ۲۱ ژوئیهٔ ۱۹۱۴ – ۲۸ نوامبر ۱۹۶۴) بازیکن فوتبال بود.